# Peter Colley Sylvester-Bradley
Pour les articles homonymes, voir Sylvester et Bradley.
Peter Colley Sylvester-Bradley (1913-1978) est un paléontologue britannique.
En 1948, il décrit la sous-famille de crustacés des Trachyleberidinae (nl) (la famille des Trachyleberididae lui est aussi attribuée), de la super-famille des Cytheroidea.

## Publications
- (en) Sylvester-Bradley P.C., 1948. The Ostracode Genus Cythereis. Journal of Paleontology, Vol. 22, No. 6 (Nov., 1948), pp. 792-797 (7 pages) (JSTOR:1299620).